# Lugnet (bok)
Lugnet är en bok om Lugnets industriområde, Lugnet vid Hammarby sjö i Stockholm. Text av Petter Eklund och fotografier av Per Skoglund. 
Boken är ett dokument över ett udda hantverksområde och en fristad i storstadens utkant. Uppfinningsrikedom och ibland brustna drömmar omgärdade av korrugerad plåt. 